# Hakea anadenia
Hakea anadenia (лат.) — вид рода Хакея (Hakea) семейства Протейные (Proteaceae), кустарник, произрастающий на западном побережье Западной Австралии, эндемик региона Уитбелт. Многочисленные ароматные кремово-белые цветы без нектара появляются с конца зимы до весны.

## Ботаническое описание
Hakea anadenia — прямостоячий кустарник высотой от 0,3 до 2 м и шириной 1—2 м. Мелкие ветви гладкие с серой корой, при цветении — с плоскими мягкими бесцветными волосками. Листья от узко-овальной до яйцевидной формы, мелко-вогнутые с одной-тремя выступающими продольными жилками. Листья имеют длину от 2,7 до 8,5 см и ширину от 6 до 20 мм уже в основании и иногда волнистые. Листья зубчатые с острым концом. Есть одно или два соцветия на пазуху с 14—20 цветами на каждой кисти. Цветы не производят нектара. Цветоножки гладкие. Околоцветники бывают белые или розовые длиной 4—6 мм. С июля по октябрь появляются плотные гроздья от кремово-белых до розовых душистых цветов. Древесные плоды расположены под прямым углом на стебле, узко-яйцевидной формы длиной от 17 до 23 мм и от 8 до 11 мм обычно с клювом. Чёрное яйцевидное семя имеет длину от 12 до 15 мм с крыльями вниз с обеих сторон.

## Таксономия
Вид Hakea anadenia был впервые официально описан австралийскими ботаниками Робином Баркером, Л. Хэги, В. Баркером и А. Уилсоном в 1999 году во Flora of Australia.

## Распространение и местообитание
Эндемичный вид, встречающийся только в регионе Уитбелт в Западной Австралии, от Дандарагана на севере до Уильямса на юге. Растёт на песчаных или гравийных почвах над латеритом или вокруг него, как правило, в кустарниковых зарослях, а также в эвкалиптовых и низких лесах.

## В садоводстве
Красивый небольшой кустарник, устойчивый к засухе и морозам. Хорошо растёт на открытых и солнечных местах на хорошо дренированной почве. Хотя он не производит нектар, H. anadenia обеспечивает хорошую защиту различным диким животным благодаря своей колючей природе.

## Охранный статус
Hakea amplexicaulis классифицируется как «не угрожаемый» Департаментом парков и дикой природы правительства Западной Австралии.